# Zhou Feng
Zhou Feng (chinesisch 周風 / 周风, Pinyin Zhōu Fēng, * 12. September 1993 in Dandong, Liaoning, China) ist eine chinesische Ringerin. Sie wurde 2015 Vize-Weltmeisterin in der Gewichtsklasse bis 69 kg Körpergewicht und siegte 2014 bei den Asienspielen und 2015 und 2018 bei den Asienmeisterschaften.

## Werdegang
Zhou Feng begann als Jugendliche mit dem Ringen. Sie gehört dem Ringerclub Liaoning an und wird von Lu Hai trainiert. Bei einer Größe von 1,75 Metern ringt sie meist in der Gewichtsklasse bis 69 kg, vereinzelt auch in der schwersten Gewichtsklasse, die bis 75 kg und seit 2018 bis 76 kg reicht.
Ihren ersten internationalen Erfolg heimste sie 2011 ein, als sie in Bukarest bei der Junioren-Weltmeisterschaft in der Gewichtsklasse bis 72 kg eine Bronzemedaille gewann. Im Halbfinale verlor sie bei dieser Meisterschaft gegen Natalja Witaljewna Worobjowa aus Russland, auf die sie in ihrer weiteren Karriere immer wieder in entscheidenden Kämpfen traf. 2012 wurde Zhou Feng in Pattaya in der gleichen Gewichtsklasse Junioren-Weltmeisterin, wobei sie im Finale die Französin Cynthia Vanessa Vescan besiegte.
Im April 2014 belegte sie bei der Asienmeisterschaft in Almaty in der Gewichtsklasse bis 75 kg hinter Güzal Manjurowa aus Kasachstan den 2. Platz. 2014 wurde sie auch erstmals bei der Weltmeisterschaft der Frauen eingesetzt. Sie startete dabei in Taschkent in der Gewichtsklasse bis 69 kg. Nach einem gewonnenen Kampf traf sie in Almaty im Viertelfinale auf Natalja Worobjowa und verlor gegen diese nach Punkten. Da Natalja Worobjowa überraschenderweise das Finale nicht erreichte, schied Zhou Feng aus und kam nur auf den 11. Platz. Einen knappen Monat später gelang ihr dann aber bei den Asienspielen in Incheon ein großer Erfolg, denn sie holte sich dort den Titel und schlug im Finale Güzal Manjurowa.
2015 wurde Zhou Feng in Doha in der Gewichtsklasse bis 69 kg erstmals Asienmeisterin. Bei der Weltmeisterschaft dieses Jahres in Las Vegas startete sie in derselben Gewichtsklasse und besiegte dort u. a. auch Sara Doshō aus Japan. Sie stand im Finale, in dem sie aber wieder gegen Natalja Worobjowa verlor. Sie wurde damit Vize-Weltmeisterin.
Zu einer großen Enttäuschung wurden für Zhou Feng die Olympischen Spiele in Rio de Janeiro. Sie verlor dort in der Gewichtsklasse bis 69 kg gleich ihren ersten Kampf gegen Aline Focken aus Deutschland. Da diese das Finale nicht erreichte, schied sie aus und kam nur auf den 12. Platz.
Bei der Asienmeisterschaft 2017 in New Delhi verlor Zhou Feng in der Gewichtsklasse bis 69 kg im Halbfinale gegen die Olympiasiegerin von 2016 Sara Dosho und kam auf den 3. Platz. Im Februar 2018 wurde sie aber in Bischkek wieder Asienmeisterin in der Gewichtsklasse bis 68 kg Körpergewicht. In der gleichen Gewichtsklasse vertrat sie Mitte März 2018 auch die chinesischen Farben beim Mannschafts-Welt-Cup im japanischen Takasaki. Sie besiegte dort in den Vorrundenkämpfen Tumentsetseg Sharkhuu aus der Mongolei und Alexandra Anghel aus Rumänien. Im Finale, das China gegen Japan mit 4:6 Siegen knapp verlor, gewann sie über Miwa Morikawa.

## Internationale Erfolge
| Jahr | Platz | Wettbewerb                                              | Gewichtsklasse | Ergebnisse |
| 2011 | 3.    | Junioren-WM (Juniors) in Bukarest                       | bis 72 kg      | nach Siegen über Epp Mae, Estland und Justina di Stasio, Kanada, einer Niederlage gegen Natalja Worobjowa, Russland und einem Sieg über Zsanett Nemeth, Ungarn             |
| 2012 | 1.    | Junioren-WM (Juniors) in Pattaya                        | bis 72 kg      | vor Cynthia Vanessa Vescan, Frankreich, Gamze Durukan, Türkei und Galina Lewtschenko, Weißrussland                                                                         |
| 2013 | 1.    | Dave-Schultz-Memorial-International in Colorado Springs | bis 67 kg      | vor Veronica Carlson, USA, Stacie Anaka und Megan Buydens, beide Kanada |
| 2014 | 3.    | Dave-Schultz-Memorial-International in Colorado Springs | bis 69 kg      | hinter Randi Miller und Elena Piroschkowa, beide USA |
| 2014 | 2.    | Asienmeisterschaft in Almaty                            | bis 75 kg      | hinter Gousel Manjurowa, Kasachstan, vor Hiroe Minagawa, Japan und Gulmira Isamatowa, Usbekistan                                                                           |
| 2014 | 11.   | WM in Taschkent                                         | bis 69 kg      | nach einem Sieg über Karine Schadojan, Armenien und einer Niederlage gegen Natalja Worobjowa                                                                               |
| 2014 | 1.    | Asienspiele in Incheon                                  | bis 75 kg      | vor Gousel Manjurowa, Hwang Eenju, Südkorea und Burmaa Ochirbat, Mongolei                                                                                                  |
| 2015 | 1.    | Klippan-Lady-Open                                       | bis 69 kg      | vor Sue Clara Vazquez, Argentinien, Yan Hong, China und Alla Tscherkassowa, Ukraine                                                                                        |
| 2015 | 1.    | Asienmeisterschaft in Doha                              | bis 69 kg      | vor Elmira Sydzykowa, Kasachstan, Wen Ling, Taiwan und Kayoko Kudo, Japan                                                                                                  |
| 2015 | 1.    | Großer Preis von Spanien in Madrid                      | bis 69 kg      | vor Tamira Mensah-Stock, USA, Leah Ferguson Callahan, Kanada und Elena Piroschkowa                                                                                         |
| 2015 | 2.    | WM in Las Vegas                                         | bis 69 kg      | nach Siegen über Martina Kuenz, Österreich, Danuta Damikaitite, Litauen, Sara Dosho, Japan und Nasanburmaa Ochirbat, Mongolei und einer Niederlage gegen Natalja Worobjowa |
| 2015 | 10.   | Golden-Grand-Prix in Baku                               | bis 69 kg      | Siegerin: Natalja Worobjowa vor Jenny Fransson, Schweden und Aline Focken, Deutschland                                                                                     |
| 2016 | 1.    | UWW-Test-Turnier in Rio de Janeiro                      | bis 69 kg      | vor Dorothy Yeats, Kanada, Natalja Worobjowa und Tamira Mensah-Stock |
| 2016 | 12.   | OS in Rio de Janeiro                                    | bis 69 kg      | nach einer Niederlage gegen Aline Focken |
| 2017 | 3.    | Asienmeisterschaft in New Delhi                         | bis 69 kg      | hinter Sara Doshō und Divya Kakran, Indien |
| 2017 | 1.    | Asia-Indoor-GAMes in Ashgabat                           | bis 69 kg      | vor Elmira Sydzykowa, Navjot Kaur, Indien und Meerim Schumanasarowa, Kirgisistan                                                                                           |
| 2018 | 1.    | Asienmeisterschaft in Bischkek                          | bis 68 kg      | vor Tumentsetseg Sharkhuu, Mongolei, Meerim Schumanasarowa und Inna Kasjulina, Kasachstan                                                                                  |